# Theodor Halacu-Nicon
Theodor Halacu-Nicon (n. 17 februarie 1970, Constanța, România) este un artist plastic, regizor român. A devenit cunoscut prin filme TV ca Băieți buni (2005), Trei frați de belea (2006), 17 - O Poveste Despre Destin (2008) și Poveste de cartier (2008).

## Tinerețea

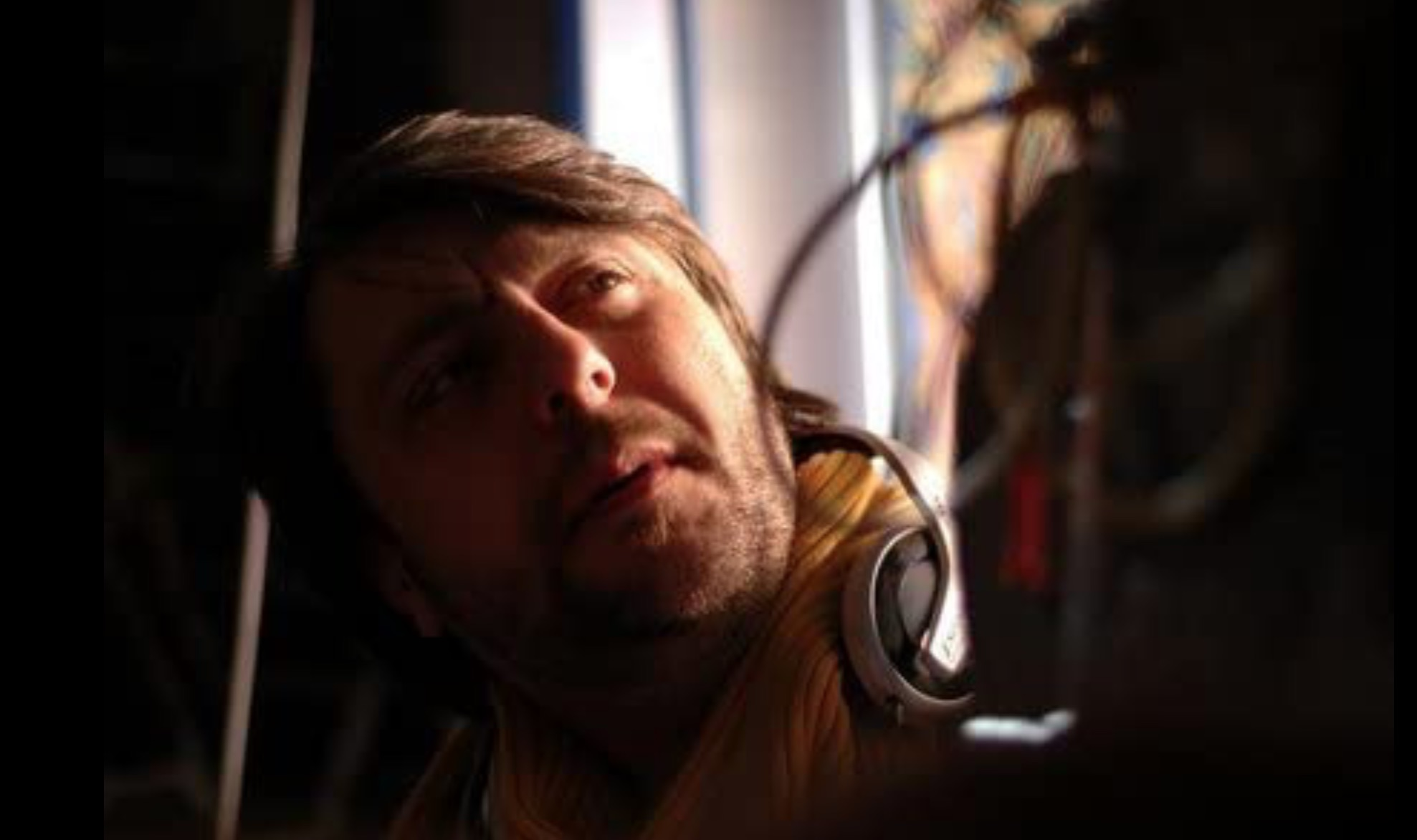
THN on set of Three Looney Brothers 2006

În 1975, părinții săi, Vasile Halacu și Elena Nicon, ambii balerini de profesie, deși separați, au părăsit țara, ca mulți alți români, din cauza opresiunii comuniste din România acelor vremuri.  Decizia lor l-a defavorizat pe micul artist, devenind un fel de "trădator" al sistemului și dată fiind relația sa continuă cu fugitivii, acesta a fost exclus din toate organizațiile de tineret de la acel timp, pionieri, UTC etc. În 1987, conștient de faptul că existența îi va fi și mai grea și-a depus oficial actele pentru a părăsi țara în vederea reîntregirii familiei cu direcția Cipru unde mama sa era stabilită deja prin căsătorie din 1980. În 1988, după terminarea liceului, la împlinirea vârstei de 18 ani, primește ordinul de încorporare în armată, cu directiva expresă: "Doar Unități pentru Muncă", unități militare cunoscute în acele vremuri în termeni populari ca "Dilibau", unități speciale pentru cei neadaptați sistemului. Aceste unități prestau munca silnică la Canalul Dunăre - Marea Neagră, precum și la alte proiecte de aceeași anvergură ale sistemului comunist. Cu puțin noroc și profitând de sistemul corupt, reușește să întârzie încorporarea sa pentru încă un an, timp în care s-au finalizat actele de plecare și în martie 1989 ajunge în Cipru, Limassol, unde își întâlnește mama pentru prima dată după 14 ani.
După câteva luni, în toamna lui 1989, se întoarce la București, pentru a studia designul la "Academia de Arte Nicolae Grigorescu”, azi cunoscută ca Universitatea Națională de Arte București. În 1990, ca membru al Ligii Studenților, participă la expunerea Proclamației de la Timișoara pe fațada clădirii Universității București, fapt ce îi aduce exmatricularea. După prima venire a minerilor la București renunță la orice implicare cu iz politic. Cu ajutorul unor profesori care se împotriveau deciziilor celor care au decis exmatricularea sa, reușește să se transfere chiar înainte ca exmatriculare să aibă loc, la secția de pictură a facultății dar este obligat să dea din nou toate examanele teoretice și practice pentru a-și echivala cursurile, deși acestea erau aceleași cursuri ale căror examene le promovase anterior. Până la încheierea celor 4 ani de studiu reșește să își echivaleze toate examenele, mai puțin examenul de Istorie al Artelor al cărui profesor, Răzvan Theodorescu, refuză să îl primească pentru re-examinare. Din acest motiv, la terminarea facultății nu a fost acceptat la examenul de licență.

## Perioada precinematografie
În 1994, la întoarcerea în Cipru, dezamăgit și învins într-un final de noul sistem post-comunist, începe să expună lucrari de pictură. Tot în 1994, își deschide propria galerie de artă "L'atelier des artes” - Limassol, apoi, nostalgic după experiența sa scurtă din 1993 ca Regizor Secund pe platourile din Buftea, decide să își îmbunătățească cunoștințele în domeniul cinematografiei și timp de trei ani urmează, prin corespondență, cursuri de jurnalism și scenaristică la ICS Pennsylvania, SUA.

## Activitate cinematografică
În 1993, când încă student al Academiei de Arte București, începe o nouă etapă a definitivării sale ca artist. Destinul îl aduce să lucreze ca Regizor Secund pentru filmul de lung metraj Nostradamus (1994) în regia lui Roger Christian, una dintre primele producții internaționale filmate în România după 1989, iar doi ani mai târziu, aflându-se în Cipru, colaborează ca scenarist cu Alexander Motion Pictures of Netherlands și Mayflower Films England, pentru câteva proiecte ce nu vor vedea lumina proiectoarelor încă, din motive de finațare. În 1998, se întoarce în România și începe să lucreze ca freelancer pentru început colaborând cu Studiourile Castel Film România, ca regizor secund pentru Dark Prince: The True Story of Dracula (2000), regizat de Joe Chapelle, film pentru care nu primește credit, apoi, în 1999, își începe colaborarea cu MediaPro Studios (fostele Studiouri din Buftea), pentru început ca regizor secund pentru filmul lui Costa-Gavras AMEN (2002).
În anii următori continuă colaborarea cu MediaPro Studios ca Regizor Secund și mai târziu ca Regizor, pentru o serie de producții internaționale, printre care BREAK OF DAWN (2002), regia Alexandre Arcady, produs de Robert Benmussa, Alexandre Films Paris & MediaPro Pictures Romania, RÂDEȚI CU OAMENI CA NOI (2002) ca Regizor, producție PRO TV, cu “Vacanța Mare, Tact & Stress, WARRIOR QUEEN (2003) regia Bill Andreson, produs de Gub Neal, Matthew Bird & MediaPro Pictures, HIGH TENSION (2003) regia Alexandre Aja, produs de Alexandre Films Paris, Robert Benmussa, Alexandre Arcady, Luc Besson & Europa Corp. France, VACUUMS (2003) regia Luke Cresswell & Steve McNicholas, o producție Quincy Jones, Bust The Dust Productions USA și MediaPro Pictures România, MADHOUSE (2004), regia William Butler, GUNPOWDER, TREASON & PLOT (2004), regia Gillies MacKinnon, DISTRICT B13 (2004), regia Pierre Morel, scris și produs de Luc Besson, AN AMERICAN HAUNTING (2005) regia Courtney Solomon (și Regizor la Echipa a doua), BLOODRAYNE(2005) regia Uwe Boll(și Regizor la Echipa a doua), HOUSE OF 9 (2005) regia Steven R. Monroe, BĂIEȚI BUNI (2005) Regizor, produs de ProTV, THE WIND IN THE WILLOWS (2006) regia Rachel Talalay, ca Regizor pentru Making Of, produs de Box TV și BBC. 
Consacrarea sa ca regizor principal vine odată cu lansarea și succesul producțiilor BĂIEȚI BUNI (2005), scriind scenariul original ce a stat la adaptarea episoadelor și regizând episoadele 3, 4, 6 și 7 – pentru Pro TV, premiat cu “Made in Romania” Award și, în anul următor, regizând cel mai bine vândut film de studio al anului 2006, TREI FRAȚI DE BELEA (2006), cea de-a doua peliculă pentru marele ecran a Grupului Umoristic Vacanța Mare, ca regizor și actor, scenariul fiind semnat de Mugur Mihăescu și Radu Pietreanu. 
Tot în 2005, și-a îndreptat atenția către show-rile de divertisment și a regizat producțiile “Mediapark (2005)” primind Pro TV Awards 2005 “Best live show” Award, urmând să regizeze desfășurarea artistică a show-lui Pro TV (2005) -“10 ANI de PRO TV” unde în cadrul show-lui i-a fost decernat premiul pentru cel mai bun Serial al anului: Băieți Buni. În 2006, Theodor Halacu-Nicon a fost artizanul celui mai mare succes de casă al Pro TV din aceea perioadă – “Dansez pentru tine”, formatul cumpărat de la Televista cu titlu original “Bailando por un sueño”, după care a urmat producția Prime Time TV “Leana și Costel – Secrete de Familie”, un ultim sezon furtunos al grupului Vacanța Mare în cadrul grilei de programe a Pro TV.
La începutul lui 2008, după o operație dificilă ce a constat în reconstruirea urechii interne stângi, Theodor Halacu-Nicon se întoarce ca producător, regizor, co-scenarist, scenograf și operator de cameră pentru un nou serial TV, Prime Time, de această dată difuzat de postul PRIMA TV. Produce ca independent cu RAM Film: 17 – O Poveste Despre Destin] (2008).  

## Film Documentar
În 2004, Theodor Halacu-Nicon regizează, scrie și produce documentarul de scurt metraj VRANCEA, pentru Consiliul Județean Vrancea, terminând anul ca regizor secund și regizor al Echipei a doua la AN AMERICAN HAUNTING cu Donald Sutherland și Sissy Spacek pentru Midsummer Films Productions, în regia lui Courtney Solomon.
În 2012, Scrie, Produce, Regizează, Filmează și Montează documentarul Wanderers through Hisory - Argeș: The Beginnings, un documentar despre istoria Valahiei pe care reușește abia în 2020 să îl distribuie pe Amazon Prime Videos.

## Teatru
Pe 31 martie 2015 pune ca Regizor, pe scena Institutului Francez, sala Cinema Elvira Popescu din București, prima sa piesă de teatru ÎNCHIS, o adaptare după Huis Clos a lui Jean-Paul Sartre, în distribuția căreia participă actorii Florin Kevorkian, Iulian Ilinca și Irina Enache, scenografia este semnată de Maxim Corciovă și costumele de Daniela Diaconescu.

## Activitate Prezentă
În prezent, Produce, Scrie, Regizează și Montează mai multe proiecte ca independent cu Compania de Producție a cărui fondator este, "BlackSeaLion Films”.

## Filmografie

### Regizor
- Băieți buni (2005)
- Trei frați de belea (2006)
- Poveste de cartier (2008)
- 17 O Poveste despre destin (2008)
- Argeș: Începuturi (2020)
- Direcția 5 - Într-o zi (2015)
- Direcția 5 feat Alina Prințesa Rock and Roll - Anii (2015)
- Direcția 5 - Marile Iubiri (2018)
- Direcția 5 - Îți Promit (2018)
- Direcția 5 - Amor (2018)
- Direcția 5 - Salut! Ce faci? (Lyric Video) (2019)
- Direcția 5 - Pur și simplu (2019)
- Direcția 5 - Cu tine în gând (2020)
- Direcția 5 - Am să te am (2021)
- Direcția 5 - E un Ecou (2021)

### Actor
- Trei frați de belea (2006) – Mișu